# Oryphantes geminus
Oryphantes geminus är en spindelart som först beskrevs av Andrei V. Tanasevitch 1982.  Oryphantes geminus ingår i släktet Oryphantes och familjen täckvävarspindlar. Inga underarter finns listade i Catalogue of Life.